# 布恩一號鎮區 (密蘇里州格林縣)
布恩一號鎮區（英語：Boone No. 1 Township）是位於美國密蘇里州格林縣的一個行政鎮區。

## 地方資料
布恩一號鎮區的面積為52.13平方千米，當中陸地面積為52.10平方千米，而水域面積為0.03平方千米。根據2020年美國人口普查的數據，當地共有人口1486人，而人口密度為每平方千米28.51人。